# Foreman for Real
Foreman for Real (フォアマン フォーリアル?) är ett boxningsspel från 1995 till Game Boy, Game Gear, Sega Mega Drive, och SNES, namngivet efter boxaren George Foreman. Det är uppföljaren till Acclaims tidigare spel George Foreman's KO Boxing.

### Fotnoter
1. 1 2 3 4 5 6  Foreman for Real Arkiverad 5 juni 2012 hämtat från the Wayback Machine. Super NES information på Gamefaqs
2. 1 2 3 4  Foreman for Real Arkiverad 6 maj 2012 hämtat från the Wayback Machine. Sega Mega Drive information på Gamefaqs
3. 1 2 3  Foreman for Real Arkiverad 15 maj 2014 hämtat från the Wayback Machine. Game boy information på Gamefaqs
4. 1 2  Foreman for Real Arkiverad 11 februari 2011 hämtat från the Wayback Machine. Sega Game Gear information på Gamefaqs
5. ↑  Foreman for Real på Moby Games